# Uwe Thomas
Uwe Thomas (* 26. Juni 1938 in Dresden) ist ein deutscher Physiker, Verwaltungsbeamter und Politiker (SPD).

## Leben und Beruf
Uwe Thomas wurde am 26. Juni 1938 in Dresden geboren. Nach dem Schulbesuch studierte er zunächst Physik an der Ernst-Moritz-Arndt-Universität Greifswald und an der Technischen Universität Dresden, siedelte dann in die Bundesrepublik über und setzte sein Studium an den Universitäten in Freiburg und München fort. Er bestand 1964 die Prüfung als Diplom-Physiker, arbeitete anschließend als Entwicklungsingenieur bei der AEG in Berlin und übernahm 1967 eine Tätigkeit als Projektleiter der Studiengruppe für Systemforschung in Heidelberg. 1969 wurde er Consultant bei der OECD in Paris, 1970 dann wissenschaftlicher Mitarbeiter in der Planungsabteilung des Bundeskanzleramtes.
Thomas arbeitete von 1973 bis 1988 als Unterabteilungsleiter im Bundesministerium für Forschung und Technologie. Er war von 1994 bis 1995 als Wirtschaftsberater in Bonn tätig und fungierte von 1996 bis 1997 als Vorsitzender der Geschäftsführung der DST Deutsche Systemtechnik GmbH. Im Anschluss war er bis 1998 Vorsitzender der Geschäftsführung des Berufsfortbildungswerkes (bfw).

## Politik
Uwe Thomas ist Mitglied der SPD. Er wurde am 31. Mai 1988 als Staatssekretär für Wirtschaft, Technik und Verkehr in die von Ministerpräsident Björn Engholm geführte Regierung des Landes Schleswig-Holstein berufen und übernahm von Franz Froschmaier am 5. Mai 1992 die Leitung des Ministeriums. Nach dem Amtsantritt von Heide Simonis schied er am 19. Mai 1993 aus der Landesregierung aus. Von 1998 bis 2005 wirkte er als Beamteter Staatssekretär im Bundesministerium für Bildung und Forschung.

## Schriften
- Das fabelhafte 3%-Ziel: Perspektiven von Forschung und Entwicklung in Deutschland, statistische Daten und Grafiken: Meike Rehburg. Berlin: Friedrich-Ebert-Stiftung, Stabsabteilung 2007, ISBN 978-3-89892-684-3.
- Stiefkind Wissenschaftsmanagement: eine Streitschrift (Hrsg.: Stabsabteilung der Friedrich-Ebert-Stiftung. Red.: Peter Oesterdiekhoff; Florian Mayer), Bonn: Stabsabteilung der Friedrich-Ebert-Stiftung 2005, ISBN 3-89892-446-7.
- Standortdebatte in Deutschland: Befinden wir uns auf dem Weg in eine andere Republik? Gutachten / erstattet von Uwe Thomas, im Auftrag der Friedrich-Ebert-Stiftung. [Hrsg.: Michael Domitra], Bonn : Friedrich-Ebert-Stiftung, 1997, ISBN 3-86077-619-3.
- Dichtung und Wahrheit in der Verkehrspolitik: Renaissance der Schiene – flüssiger Verkehr auf der Strasse?, Bonn: Dietz 1996 (Reihe: Politik im Taschenbuch; Bd. 17) ISBN 3-8012-0239-9.

## Mitgliedschaften
- Er ist Mitglied im Kuratorium des Kinderhilfswerk Plan International Deutschland.

## Ehrungen
- Ehrendoktorwürde (Dr.-Ing. E. h.) der Technischen Universität Berlin